# Brita Fernlund
Brita Margareta Fernlund, född 1756, svensk skådespelare och sångerska. 
Fernlund beskrivs som ”fosterdotter till fru Carin Ulrika Stjernstolpe”.
Fernlund var engagerad i kören vid Operan i Stockholm 1781–82, innan hon anställdes vid Eriksbergsteatern (verksam 1781–83). Hon var subrett och sångerska och användes ofta till sångroller.  Bland hennes roller fanns Fatime i Den bedragne kadi av Lemonnier (1781) mot Maria Katarina Öhrn (Zelmire), Anders Lundberg (kadin), Magnus Bonn (Omar) och C. Bonn (Nouradin), Lovisa i Så blefvo alla nöjda av Envallsson mot Öhrn (Hedda), M. Bonn (Marionet), Sara Åkerberg (Corinna), Lundberg (Axel), Lindskog (Baronen) och Ljungren (Bovenius), (1782), och Marine i Kolonien av Framery mot Öhrn (Belinde), Lundberg (Fontalbe) M. Bonn (Blaise) 1783.
Hon räknades som en av truppens största stjärnor och var mycket populär under sin korta karriär innan hon 1783 ”drog sig tillbaka till privatlivet”. Fernlunds avgång innebar inställda operetter, men hon ersattes snart av Brita Maria Modéer, som dock inte ansågs lika bra.